# Bravo Air Congo
Bravo Air Congo era uma companhia aérea com sede em Kinshasa, República Democrática do Congo, operando serviços domésticos e regionais de passageiros. Sua base principal era o Aeroporto de N'djili. A companhia aérea foi listada na Lista de transportadoras aéreas proibidas na União Europeia. A Bravo Air Congo suspendeu as operações em 8 de agosto de 2008.

## História
A Bravo Airlines foi fundada em 2004 em Madrid, como uma companhia aérea regular de passageiros internacionais e domésticos, registrada na Espanha. Em 2006, desejando expandir as suas operações no mercado africano, a Bravo Airlines tornou-se um grupo de companhias aéreas, e juntou-se a vários investidores privados congoleses, para criar uma nova companhia aérea, denominada Bravo Air Congo .  A nova companhia aérea está registrada na República Democrática do Congo e iniciou suas operações em 11 de setembro de 2006.

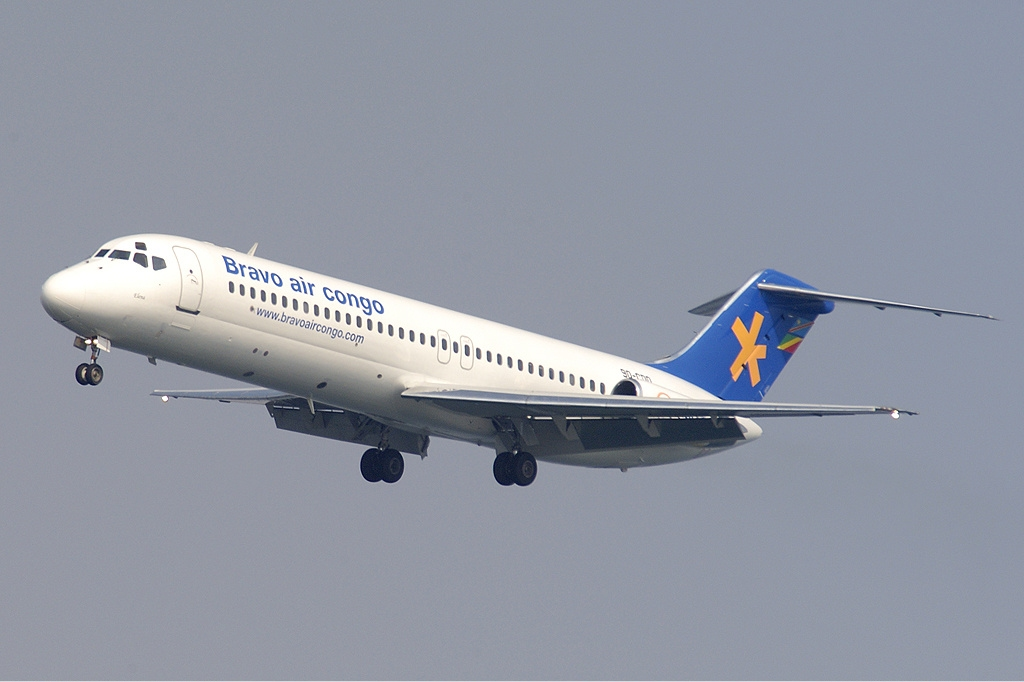
Bravo Air Congo McDonnell Douglas DC-9-32

## Destinos
A Bravo Air Congo operava serviços para oito destinos domésticos, incluindo Gemena, Kalemie, Isiro e Lubumbashi, e oito cidades na África Ocidental, bem como Joanesburgo e Nairóbi . As conexões com sua empresa irmã espanhola, Bravo Airlines, ligam Brazzaville e Kinshasa a Bruxelas, Paris, Madri e outras cidades europeias.

## Frota
- 1 – Boeing 767
- 5 – Douglas DC-9[2]